# Aaron Teitelbaum
Aaron Teitelbaum (Teitelbaum Áron) (Brooklyn, 1947 –) rabbi, a Teitelbaum rabbidinasztia hetedik generációjának tagja, egyike a Teitelbaum Mózes halála után beiktatott két szatmári rebbének, akik a Mózes rebbe halála utáni örökösödési viszály folytán ketté hasadt (haszid skizma) szatmári haszid közösség élén állnak.
Teitelbaum Mózes elsőszülött fia, a Holokausztban elhunyt Haim Tzvi Teitelbaum szigeti rebbe unokája, Moshe Yehoshua Hager főrabbi, vizsnici rebbe veje.

## Élete és pályája
A hagyományosan elkülönülő szatmári haszid mozgalom saját iskolarendszerében és jesiváiban tanult és hamar nagy elismertségre tett szert a Tóra és a Talmud tanulmányozása terén. Több mint ötven kötetnyi munkát írt a Talmudról, a Tóráról és a szatmári haszidizmus tanításairól. Éveken át a brooklyni Williamsburg "Atzei Chaim" szigeti haszid zsinagóga rabbija volt (Hewes Street).
1984-ben a Teitelbaum Joel rebbe által alapított Kiryas Joel ("Joel Városa") zsinagógájának (a második legnagyobb, de Joel emlékezete folytán talán a legjelentősebb szatmári haszid közösség központjának) lett a főrabbija. A legnagyobbnak számító williamsburgi közösség élén akkor még apja, Teitelbaum Mózes (szatmári rebbe) állt.
Miután apja Joel Teitelbaum örökébe lépett a rebbeszékben, Aaron rabbi a szatmári haszid mozgalom egyik legharcosabb vezéralakja lett. Korán kiállt az elődei által is képviselt haszid anticionizmus mellett, a közösségen belül és a különböző New York-i utcai demonstrációk alkalmával is. Elhíresült Bnei Park-i beszédében 1994 nyarán a szatmáriak nevében elutasította az ivrit (újhéber nyelv) használatát. Apja külön is dicsérte őt, amiért izraeli családi kötődései (felesége családja az Agudat Yisrael nevű, főleg haszidokat és más ultraortodoxokat tömörítő párthoz kötődik) sem gyengítették anticionizmusát.

## Az örökösödési viszály és a haszid skizma
Az 1999-ig nyilvánvalónak tűnő örökösödés kérdése Teitelbaum Mózes rebbe néhány félteérthető nyilatkozata és döntése folytán vitatottá vált, egyre biztosabbnak tűnt az addig elképzelhetetlen szakadás a szatmári haszid közösségben.
Míg más haszid irányzatoknál teljesen természetes, hogy egy rebbét több fia is követ (azaz valamennyien rebbék lesznek), megosztva a gyülekezetet is (Jekusiel Jehuda Halberstam kolozsvári rebbe például végrendeletében maga osztotta meg haszidjait két fia között, akiket egyaránt rebbének jelölt ki), addig a szatmári haszidizmusban ez elképzelhetetlen. A szatmári haszidizmus már szigeti gyökereit tekintve is mindig egyetlen rebbéhez ragaszkodott, aki a teljes irányzat fejeként minden más rabbi fölött áll.
Éppen a funkció fontossága (és a vele járó teljhatalom) miatt azonban időről időre hatalmas küzdelem folyt a rebbeszékért - amely azonban igazi skizmához sosem vezetett.

### Történelmi előzmények: örökösödési harcok a Teitelbaum-dinasztiában
Az örökösödési harcoknak nagy hagyományuk van a szatmári haszidizmus élén álló Teitelbaum rabbidinasztia történetében. Már Joel Teitelbaum rebbe is szembekerült saját unokaöccsével, amikor a szigeti rebbeszékre pályázott. A hagyomány azonban nála is erősebbnek bizonyult. Még anyja, a korábbi rebbecen támogatásával sem lehetett rebbe: a közösség ragaszkodott a korábbi rebbe elsőszülöttjéhez, az akkor csak 11 éves Jehuda Jekusiel Teitelbaumhoz. Joel ezért elhagyta Máramarosszigetet és saját dinasztiát alapított Szatmárnémetiben, amely a Holokauszt után az Egyesült Államokban az egyik legnagyobb haszid irányzattá vált (mintegy százezer követővel), majd újra egyesült a szigeti irányzattal "szatmári haszidizmus" néven, miután Teitelbaum Mózes (az említett Jehuda Jekusiel öccse), aki akkor már - bátyja halála után - szigeti rebbe lett, megörökölte a fiúörökös nélkül elhunyt Joel rebbeszékét. Hasonló torzsalkodások, sőt, ökölharcig elmenő örökösödési viták időről időre megestek a rebbeszékért. Érthető módon minden Teitelbaum-leszármazott álma, hogy a hatalmas, szinte királyi tisztelettel járó rebbe, cádik (csodarabbi) és nagy magid (hitszónok) címeket viselhesse, egy egész közösség életére meghatározó döntvényeket hozhasson, és bevonuljon a Teitelbaum rebbék legendás történetébe.
Hasonló helyzet Teitelbaum Joel halála után is előállt, amikor a megözvegyült rebbecen fordult szembe Teitelbaum Mózessel és követőivel, nem fogadva el a többségi döntést, mely férje örököséül Mózes rebbét jelölte meg. Őt azonban csak egy kis számú szatmári haszid közösség követte, akiket a "rebbecen haszidjai" néven szokás emlegetni. Ők Teitelbaum Mózes halála után újra közeledést mutatnak a szatmári irányzat (egyik) fősodrához, de Aaron rebbe helyett Zalman rebbét ismerik el.
Ilyen előzmények után nem meglepő, hogy a rebbe egyetlen  megingása elegendő ahhoz, hogy a rebbeszékért hatalmas küzdelem induljon el fiai között (akiket egyedül a hagyomány köt ahhoz, hogy elfogadják az elsőszülött előjogát - hacsak a rebbe maga nem rendelkezik másként, vagy az elsőszülött mentálisan alkalmatlannak nem bizonyul).

### A Teitelbaum Mózes halála utáni örökösödési harc és haszid skizma
1999-ig egyértelműnek tűnt, hogy a szatmári haszidizmus egységes irányzat marad Mózes rebbe halála után is, amit az elsőszülött Aaron rabbi személyében egyetlen rebbe vezet majd, aki már akkor is a Kiryas Yoel-i közösség élén állt, amivel apja után a második legfontosabb tisztséget töltötte be (a második legnagyobb szatmári közösség élén).
1999 májusában azonban Teitelbaum Mózes rebbe a williamsburgi közösség helyi vezetőjévé emelte harmadik fiát, Jekusiel Jehuda (Zalman Leib) Teitelbaumot. Ez a tisztség korábban nem létezett, mivel a legnagyobbnak számító williamsburgi közösség élén hagyományosan maga a szatmári rebbe állt (míg örököse a második, második fia a harmadik legnagyobb közösség élén, stb.).
Azzal, hogy harmadik fia számára létrehozta ezt a funkciót, amivel egy számbelileg a Kiryas Joel-belinél jóval nagyobb közösség élére állította (saját közvetlen vezetése helyett!), az addig egyértelmű helyzet egyszerre zavarossá vált. Sokan (főként Zalman williamsburgi követői) úgy értelmezték a helyzetet, hogy ezzel a gesztusával Mózes rebbe Zalmant jelölte ki utódjául, vagy legalábbis úgy döntött, megosztja fiai közt az irányzatot. Ezt Zalman követői egy 2002-es keltezésű nyomtatott nyilatkozattal is alátámasztották, amin egyedül a rebbe aláírása és két tanú kézjegye volt kézzel írva, és amelyben Mózes rebbe a végrendelete megváltoztatásáról dönt, Zalmant jelölve meg örököséül.

### Érvek és ellenérvek
Aaron rabbi követői (az elöljáróság többségével együtt) nem fogadták el hitelesnek az iratot. Mózes rebbe Alzheimer-betegségére és agg korára hivatkoztak. Azzal érveltek, hogy a rebbe talán nem is tudta, mit írt alá, és talmudi és egyéb rabbinikus forrásokra, precedensekre hivatkozva azt állították, hogy egy nyolcvanéves, rossz állapotú rebbe nem változtathatja már meg a végrendeletét, ha pedig megteszi, az nem érvényes. Ez a kérdés számos későbbi per tárgyát képezte (különböző egyházi bíróságok előtt), de nem sikerült mindkét fél számára érvényesnek tekintett döntést hozni egyikben sem. Aaron követői Fridman Mózest, Teitelbaum Mózes rebbe intézőjét, személyi titkárát, gabbai-ját tették felelőssé a kialakult helyzetért, aki valóban kiállt Zalman rabbi és az új, módosított végrendelet betartása mellett (noha arra persze nincsen bizonyíték, hogy a végrendeletet úgy írattatta volna alá Mózes rebbével, hogy ő nem volt tudatában annak, mit is szignál), és többször kritizálta Aaron rabbit, aki szerinte (és Zalman követőinek többsége szerint) diktatórikusan vezette a Kiryas Yoel-i közösséget (illetve azóta a szatmári haszidizmus hozzá tartozó felét), harciasságával, túlzottan is autoriter vezetői stílusával méltatlan elődeihez. Aaron követői csupán a Zalman iránti szimpátiájának tudják be fellépését.
Az irányzat élén álló tíz elöljáró, akik többsége a hagyomány szellemében Aaront támogatta és az egység mellett tört pálcát, hitetlenkedve állt Mózes rebbe döntése előtt. Többségük, akárcsak Aaron követői általában, úgy vélte, hogy ez nem lehet a rebbe valódi akarata. Legendák kaptak szárnyra az idős rebbe befolyásolásáról, időskori megingásáról. Aaron követői az egység mellett álltak ki, míg Zalman követői minimálisan az irányzat megosztását támogatták. A helyzet odáig mérgesedett, hogy még Mózes rebbe temetését is hosszas egyeztetések előzték arról, melyik fiú mennyit és miről beszélhet, hogy botrányba ne fulladjon a végső búcsúvétel a nagy rebbétől.
Zalman rabbi még apja életében elkezdte megfosztani Aaron rabbi híveit a williamsburgi pozícióiktól. A kárvallottak hiába követelték visszaállításukat tisztségeikbe, ahogy Aaron követői is hiába fellebbezték meg Zalman rebbe-jelöltségét.
Mózes rebbe - betegsége és hamarosan bekövetkező halála folytán - már nem tehetett igazságot, így csak Bét Din dönthetett az ügy kimeneteléről (a világi bíróságok - az egyházak autonómiájára hivatkozva - elutasították a szatmáriak kérelmét, hogy igazságot tegyenek ügyükben). Az örökösök és követőik azonban abban sem tudtak megegyezni, hogy melyik zsidó egyházi törvényszék jogosult dönteni az ügyükben (nyilván mindketten a számukra előnyösebb döntéssel kecsegtető megoldást választották volna). Tíz per fulladt kudarcba, különböző egyházi bíróságokon.
Az irányzat sorsa így megpecsételődni látszik, a szakadás véglegesen beállt.

### Következmények
Aaron és Zalman rebbe egyaránt rebbévé választatta magát. Nagyjából egyforma tömegű közösség élén állnak: Zalman rebbe a legnagyobb (williamsburgi) közösséget, Aaron rebbe pedig a második és harmadik legnagyobb (Kiryas Joel-i és Borough Park-i) közösséget irányítja, számos kisebb szatmári haszid közösség mellett.
Aaron williamsburgi hívei, miután a Zalman által elvett pozícióikat nem kapták vissza, saját zsinagógákat hoztak létre, két régebbi (Aaron irányzatára szállt) nagyzsinagóga mellett.
Mindkettejüknek vannak fiú örököseik, így a szatmári skizma véglegesnek és feloldhatatlannak tűnik.
A szatmári haszidizmus a szakadás következtében sokat vesztett dinamizmusából. Míg Mózes rebbe idején 120 000 fősre duzzadt, és - a második legnagyobb lélekszámú haszid irányzatként - az akkor kétszázezres lubavicsi haszidizmussal azonos fajsúlyú felekezetet alkotott, mára messze elmarad mögötte lélekszámát tekintve mindkét felekezet, noha együttesen még most is százezer körüli zsidóságot tömörítenek, amely azonban nem egyetlen erős, egységes, központosított tömböt alkot többé, hanem két, egymással is folyton háborúskodó kisebb irányzatot.

## Az őt követő közösségek
Aaron rebbe jelenleg irányítása alatt tartja a Kiryas Joel-i (illetve a többi monroe-i) és Borough Park-i zsinagógák többségét, beleértve a Kiryas Joel-i nagyzsinagógát is. Kiryas Joelben a helyi választásokat is a követői nyerték (egyébként a népszámlálásokon a jelentős szatmári haszid lakosságot tömörítő, Kiryas Yoelt is magába foglaló Monroe lakosságának 9,2%-a magyarnak vallja magát). Ő irányítja továbbá a Hooper Street-i nagyzsinagógát Williamsburgben, a Hewes Street-i szigeti zsinagógát (amely apja első közössége volt Amerikában, szigeti rebbeként, és amelynek ő maga is sokáig rabbija volt, mielőtt Kiryas Joelbe ment volna), további tíz kisebb-nagyobb williamsburgi zsinagógát és imaházat, a fő szatmári súlt Boro Parkban, minden hozzá tartozó imaházzal és kisebb súllal együtt, a legjelentősebb Bnei Park-i szatmári súlt, a legjelentősebb szatmári súlt Londonban, a fő szatmári súlt Jeruzsálemben (amely apja főművéről a "Berach Moshe" nevet viseli), és számos kisebb-nagyobb közösséget szerte a világon.
Vezetési stílusa miatt többen támadták, főleg a Zalman rebbe követői közül (de nemcsak). Fellázadt ellene a Kiryas Yoel-i haszidok egy része is, a sharmash-i rabbi és néhány elöljáró. Aaron követői sok esetben keményen reagáltak a rebbelis elemek kritikájára (egyes vádak szerint autókat is felgyújtottak, bár arra nincs bizonyíték, hogy - ha ők tették is - maga Aaron rebbe adta volna parancsba nekik). Ellenfelei olykor utcai demonstrációkat is szerveznek a rebbe elleni tiltakozásul (amire követői ellentüntetésekkel válaszolnak - lásd: videófelvételek). Erős nemtetszést váltott ki a rebbe azon döntése, mellyel bezáratott egy zsidó oktatási központot (mivel nem érezte elég erősnek a kontrollját fölötte). A súl bezárt, de az érintettek hamarosan fellázadtak, és a rebbe engedélye nélkül újra megnyitották a kapuit.
Tény, hogy Aaron rebbe sokkal szigorúbb vezető öccsénél (hívei szerint épp a kellő mértékben erőskezű), nagyfokú fegyelmet követel. Zalman követői szerint az idős rebbe, Teitelbaum Mózes, épp ezért gondolta meg magát utolsó éveiben, és döntött úgy, hogy harmadik fiát akarja inkább örököséül.
Zalmant követői bölcs, humánus, nagy tekintélyű, de ugyanakkor emberséges rebbének tartják - Aaron hívei viszont egyszerűen gyengekezűnek.

## Internetes források

### Magyar nyelven
- Szatmári hasszidizmus
- Ökölharc a csodarabbi cím utódlásáért Népszabadság Online,  2006. április 27.

### Angol nyelven
- What is Satmar Chasidism?
- Ruling Leaves Younger Son in Control of Hasidic Sect
- A Tale of Two Rebbes

## Videófelvételek Aaron rebbéről
Az örökösödés körüli konfliktusokról:
Riport a két rebbe követői közti incidensről. YouTube
A rebbe:
- Aaron rebbe tánca (micvatánc) a menyasszonnyal, majd a vőlegénnyel egy szatmári esküvőn. YouTube
- Aaron rebbe micvatánca a menyasszonnyal egy szatmári esküvőn. YouTube

Aaron rebbe Hanukán Kiryas Yoelben (gyertyagyújtás) - Google videó
Tiltakozások Aaron rebbe autoriternek mondott vezetési stílusa ellen:
- Szatmáriak egy csoportja tüntet Aaron rebbe "terrorja" ellen. YouTube [halott link]
- Szatmári tiltakozás a rebbe ellen. YouTube [halott link]